# The Districts
The Districts est un groupe américain de rock, originaire de Lititz, en Pennsylvanie. Le groupe est formé en 2009 alors que les membres Rob Grote, Mark Larson, Connor Jacobus et Braden Lawrence sont encore au lycée.

## Histoire
The Districts est formé en 2009 par quatre lycéens de Lititz, une petite ville du centre de la Pennsylvanie. Le groupe sort deux EP et un album studio, Telephone, au cours des années 2011 et 2012. Fin 2013, après avoir connu un succès viral lors d'une session live en studio, The Districts signe avec Fat Possum Records, et sort un EP début 2014, composé de trois titres remastérisés de leurs précédents albums et de deux nouvelles chansons. En 2014, le groupe déménage de Lititz. En février 2015, le deuxième album complet du groupe, A Flourish and a Spoil, produit par John Congleton, paraît également sous le label Fat Possum,,. Cet album atteint la 7e place du classement Billboard Heatseekers et la 28e place du classement Top Independent Albums. 
En août 2017, le groupe sort son troisième album studio, Popular Manipulations, à nouveau sous le label Fat Possum. 

## Discographie

### Albums studio
- 2012 : Telephone
- 2015 : A Flourish and a Spoil
- 2017 : Popular Manipulations
- 2020 : You Know I'm Not Going Anywhere
- 2022 : Great American Painting

### EP
- 2011 : Kitchen Songs
- 2012 : While You Were in Honesdale
- 2014 : The Districts